# Räuberinnen
Räuberinnen ist eine filmische Schwarze Komödie von Carla Lia Monti aus dem Jahr 2009. Auf bewusst geschmacklose Weise wird die patriarchalische Gesellschaft aufs Korn genommen. Die Erstaufführung fand am 21. Januar 2009 an den Solothurner Filmtagen statt.

## Handlung
Um sich der arrangierten Hochzeit und den Fängen der bösen Mutter zu entziehen, flieht eine junge Adelige mit ihrer Zofe in den Wald und bildet mit den Huren eines Wald-Bordells eine Räuberinnen-Bande, die entrechtete Frauen aus ganz Europa anzieht. Zwar können die Schergen des degenerierten Bräutigams die Braut aufgreifen, doch ein Massaker an der Hochzeitsgesellschaft verhindert die Ehe.

## Kritiken
Carla Lia Montis Trash-Komödie mit ihren überhöhten Gewaltdarstellungen und derben Sexszenen polarisierte an den Solothurner Filmtagen. Der Film erfuhr ein grosses mediales Echo und löste unterschiedliche Reaktionen aus. Dies sage mehr über die Kritiker aus, als über das Machwerk selbst, schrieb Annette Scharnberg in der Basler Zeitung. Und weiter: „Es stellt sich nämlich die Frage, ob nicht doch vor allem eines stört: Hier schmücken sich Frauen ungestraft mit Attributen, die (nicht nur) in der Filmwelt meist Männern vorbehalten werden: Sie sind laut, lustvoll, unkorrekt, ketzerisch, edel, manchmal klug, sehr oft gemein, und sie stehen stehts [sic] im Mittelpunkt.“ Simone Meier versteht nicht, warum der Film seit Tagen zum Skandal hochgeschrieben werde, vom «Sonntag» und vom «Blick», handle es sich doch ganz einfach um eine „sehr blutrünstige, schwarzhumorige, barock ausgestattete Komödie, in der ein paar furchtbar mies behandelte, schöne Frauen mit einer äusserst befriedigenden Lust an der Gewalt zurückschlagen“. Die Neue Zürcher Zeitung will Montis Machwerk „Lichtjahre vom künstlerischen Furor surrealistischer Bilderfinder und Bilderstürmer scheinheiliger Moral in religiöser Draperie entfernt“ positioniert wissen. Der Bund hat lobenswerte Worte für „die aufwendige und liebevolle Ausstattung und die Musik“ übrig, und hebt Nils Althaus’ Darstellung eines unsterblich verliebten Barden hervor.

## Nominierungen
- Schweizer Filmpreis: Alexandra Prusa als Schweizer Filmpreis Beste Darstellerin nominiert.